# Eastern Basketball Association 1977-1978
La stagione EBA 1977-78 fu la 32ª della Eastern Basketball Association, l'ultima con la denominazione EBA. Parteciparono 10 squadre divise in due gironi.
Rispetto alla stagione precedente si aggiunsero gli Anchorage Northern Knights, i Brooklyn Dodgers, i Long Island Ducks, i Providence Shooting Stars, i Quincy Chiefs e i Washington Metros. Gli Shore Bullets cambiarono nome in Jersey Shore Bullets. Gli Hartford Downtowners, gli Scranton Apollos e i Syracuse Centennials scomparvero.

## Squadre partecipanti
- Allentown Jets
- Anchorage N.K.
- Brooklyn Dodgers
- Jersey Shore Bullets
- Lancaster R. Roses
- Long Island Ducks
- Providence S. Stars
- Quincy Chiefs
- Washington Metros
- Wilkes-B. Barons

## Classifiche

### Eastern Division
| Squadra                   | V  | P  | %    | GB   |
| ------------------------- | -- | -- | ---- | ---- |
| Jersey Shore Bullets      | 20 | 11 | 64,5 | -    |
| Long Island Ducks         | 15 | 15 | 50,0 | 4,5  |
| Quincy Chiefs             | 12 | 19 | 38,7 | 8    |
| Providence Shooting Stars | 9  | 19 | 32,1 | 9,5  |
| Brooklyn Dodgers          | 8  | 22 | 26,7 | 11,5 |

### Western Division
| Squadra                    | V  | P  | %    | GB   |
| -------------------------- | -- | -- | ---- | ---- |
| Anchorage Northern Knights | 24 | 7  | 77,4 | -    |
| Wilkes-Barre Barons        | 23 | 8  | 74,2 | 1    |
| Lancaster Red Roses        | 19 | 12 | 61,3 | 5    |
| Allentown Jets             | 17 | 14 | 54,8 | 7    |
| Washington Metros          | 5  | 26 | 16,7 | 18,5 |

## Play-off

### Quarti di finale
|  | Wilkes-Barre Barons | 143 – 124 | Quincy Chiefs |  |

|  | Wilkes-Barre Barons | 143 – 125 | Quincy Chiefs |  |

|  | Lancaster Red Roses | 166 – 149 | Long Island Ducks |  |

|  | Lancaster Red Roses | 142 – 136 | Long Island Ducks |  |

### Semifinali
|  | Lancaster Red Roses | 106 – 102 | Anchorage Northern Knights |  |

|  | Anchorage Northern Knights | 141 – 111 | Lancaster Red Roses |  |

|  | Lancaster Red Roses | 113 – 110 | Anchorage Northern Knights |  |

|  | Anchorage Northern Knights | 116 – 115 | Lancaster Red Roses |  |

|  | Lancaster Red Roses | 115 – 113 | Anchorage Northern Knights |  |

|  | Wilkes-Barre Barons | 135 – 123 | Jersey Shore Bullets |  |

|  | Wilkes-Barre Barons | 124 – 114 | Jersey Shore Bullets |  |

|  | Jersey Shore Bullets | 143 – 120 | Wilkes-Barre Barons |  |

|  | Wilkes-Barre Barons | 110 – 105 | Jersey Shore Bullets |  |

### Finale
|  | Wilkes-Barre Barons | 123 – 120 | Lancaster Red Roses |  |

|  | Lancaster Red Roses | 139 – 132 | Wilkes-Barre Barons |  |

|  | Wilkes-Barre Barons | 126 – 111 | Lancaster Red Roses |  |

|  | Lancaster Red Roses | 125 – 120 | Wilkes-Barre Barons |  |

|  | Wilkes-Barre Barons | 131 – 124 | Lancaster Red Roses |  |

### Tabellone
|  | Quarti di finale | Quarti di finale | Quarti di finale |              |              | Semifinali   | Semifinali   | Semifinali |  |  | Finale | Finale | Finale |  |
|  |                  |                  |                  |              |              |              |              |            |  |  |        |        |        |  |
|  |                  |                  |                  |              |              | 1e           | Jersey Shore | 1          |  |  |        |        |        |  |
|  |                  |                  |                  |              |              | 1e           | Jersey Shore | 1          |  |  |        |        |        |  |
|  |                  |                  | 2w               | Wilkes-Barre | 3            |              |              |            |  |  |        |        |        |  |
|  | 3e               | Quincy           | 2w               | Wilkes-Barre | 3            | 0            |              |            |  |  |        |        |        |  |
|  | 3e               | Quincy           |                  |              |              |              |              |            |  |  |        |        |        |  |
|  | 2w               | Wilkes-Barre     | 2                |              |              |              |              |            |  |  |        |        |        |  |
|  | 2w               | Wilkes-Barre     | 2                |              | Wilkes-Barre | Wilkes-Barre | 3            |            |  |  |        |        |        |  |
|  |                  |                  |                  |              |              |              |              |            |  |  |        |        |        |  |
|  |                  |                  | Lancaster        | Lancaster    | 2            |              |              |            |  |  |        |        |        |  |
|  | 2e               | Long Island      | Lancaster        | Lancaster    | 2            | 0            |              |            |  |  |        |        |        |  |
|  | 2e               | Long Island      |                  |              |              |              |              |            |  |  |        |        |        |  |
|  | 3w               | Lancaster        | 2                |              |              |              |              |            |  |  |        |        |        |  |
|  | 3w               | Lancaster        | 2                |              | 3w           | Lancaster    | 3            |            |  |  |        |        |        |  |
|  |                  |                  |                  |              | 3w           | Lancaster    | 3            |            |  |  |        |        |        |  |
|  |                  |                  | 1w               | Anchorage    | 2            |              |              |            |  |  |        |        |        |  |

## Vincitore
| Campione EBA 1978               |
| ------------------------------- |
| Wilkes-Barre Barons (8º titolo) |

## Premi EBA
- EBA Most Valuable Player: Paul McCracken, Wilkes-Barre Barons
- EBA Coach of the Year: Pete Monska, Wilkes-Barre Barons
- EBA Newcomer of the Year: Ron Davis, Anchorage Northern Knights
- EBA Rookie of the Year: Bill Terry, Jersey Shore Bullets
- EBA Playoff MVP: Phil Brown, Wilkes-Barre Barons